# Anthony Turgis
Anthony Turgis (Bourg-la-Reine, 16 maggio 1994) è un ciclista su strada e ciclocrossista francese che corre per il team TotalEnergies. Professionista dal 2015, ha vinto il Grand Prix Cycliste la Marseillaise 2019 e si è classificato secondo alla Dwars door Vlaanderen 2019 e quarto al Giro delle Fiandre 2020.

## Biografia
È il fratello minore di Jimmy Turgis, a sua volta ciclista.

## Palmarès

### Strada
- 2014 (CC Nogent-sur-Oise)

Liegi-Bastogne-Liegi Under-23
- 2015 (Cofidis, due vittorie)

2ª tappa Boucles de la Mayenne (Saint-Pierre-des-Nids > Lassay-les-Châteaux)
Classifica generale Boucles de la Mayenne
- 2016 (Cofidis, due vittorie)

Classic Loire Atlantique
3ª tappa Tour de Luxembourg (Eschweiler > Differdange)
- 2019 (Direct Énergie, due vittorie)

Grand Prix Cycliste la Marseillaise
Parigi-Chauny
- 2024 (TotalEnergies, una vittoria)

9ª tappa Tour de France (Troyes > Troyes)

#### Altri successi
- 2012 (Juniores)

2ª tappa Liège-La Gleize (Thimister > Thimister, cronosquadre)
- 2015 (Cofidis)

Classifica giovani Boucles de la Mayenne
- 2019 (Direct Énergie)

Classifica giovani Quatre Jours de Dunkerque
Classifica giovani Tour de Luxembourg

## Piazzamenti

### Grandi Giri
- Tour de France

2018: 116º
2019: 131º
2020: 108º
2021: 73º
2022: 128º
2023: 94º
2024: 106º
2025: 106º
- Vuelta a España

2017: 117º

### Classiche monumento
- Milano-Sanremo

2018: ritirato
2019: 41º
2020: 28º
2021: 10º
2022: 2º
2023: 9º
- Giro delle Fiandre

2019: 97º
2020: 4º
2021: 8º
2022: ritirato
2023: 17º
- Parigi-Roubaix

2019: 18º
2021: 13º
2022: ritirato
2023: 74º
2024: 54º
2025: 39º
- Liegi-Bastogne-Liegi

2015: ritirato
2016: 127º
- Giro di Lombardia

2016: ritirato

### Competizioni mondiali
- Campionati del mondo su strada

Valkenburg 2012 - In linea Junior: 50º
Richmond 2015 - In linea Under-23: 3º
Fiandre 2021 - In linea Elite: ritirato
- Campionati del mondo di ciclocross

Koksijde 2012 - Juniores: 11º
Hoogerheide 2014 - Juniores: 12º

### Competizioni europee
- Campionati europei

Goes 2012 - Cronometro Junior: 10º
Goes 2012 - In linea Junior: 2º
Nyon 2014 - In linea Under-23: 3º
Glasgow 2018 - In linea Elite: ritirato
Drenthe 2023 - In linea Elite: 29º
- Campionati europei di ciclocross

Lucca 2011 - Juniores: 5º
- Giochi europei

Baku 2015 - Cronometro Elite: 37º
Baku 2015 - In linea Elite: 9º